# Холепа, Дмитрий Владимирович
Дмитрий Владимирович Холепа (род. 23 декабря 1975, Уфа) — российский хоккеист, нападающий. Мастер спорта России.

## Биография
Воспитанник башкирского хоккея, первый тренер В. И. Воробьёв. Начинал играть за «Новойл» (1992/93 — 1998/99). Шесть сезонов (1995/96 — 2000/01) провёл в составе «Салавата Юлаева». Выступал за команды низших лиг «Салават Юлаев-2» (2000), «Кристалл» Саратов (2000/01), «Нефтяник» Лениногорск (2001/02 — 2005/06), «Ижсталь» (2006), «Динамо-Энергия» (2006/07), «Кристалл-Югра» (2007), «Зауралье» (2007/08), «Газпром-ОГУ» (2008/09), «Юрматы» (2008/09 — 2010/11).
Бронзовый призёр МХЛ 1995/96, РХЛ 1996/97.
Детский тренер в клубе «Орлан» Стерлитамак. Тренер в школе «Салавата Юлаева».